# Кириши (деревня)
Кириши — деревня в Хваловском сельском поселении Волховского района Ленинградской области.

## История
Деревня Киреши упоминается на карте Санкт-Петербургской губернии А. М. Вильбрехта 1792 года.
На карте Санкт-Петербургской губернии Ф. Ф. Шуберта 1834 года она обозначена как деревня Кириши.

КИРЕШ — деревня принадлежит коллежской асессорше Чеглоковой, число жителей по ревизии: 41 м. п., 40 ж. п. (1838 год)

На карте Ф. Ф. Шуберта 1844 года она отмечена как деревня Киришы и при ней водяная мельница.

КИРЕШ — деревня господ Чеглоковой и Рогинского, по просёлочной дороге, число дворов — 9, число душ — 28 м. п. (1856 год)

КИРЕШ (КИРИШЫ) — деревня владельческая при колодце, число дворов — 17, число жителей: 25 м. п., 24 ж. п.; Часовня православная. (1862 год)

В 1866—1868 годах временнообязанные крестьяне деревни выкупили свои земельные наделы у Н. С. Коротнева и стали собственниками земли.

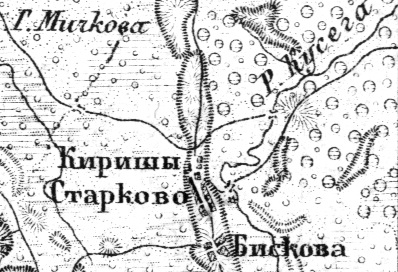
Деревня Кириши на карте 1872 года

В 1881 году временнообязанные крестьяне выкупили свои земельные наделы у В. А. Сверчкова.
В 1883—1884 годах крестьяне выкупили наделы у Р. О. Богданович.
Согласно материалам по статистике народного хозяйства Новоладожского уезда 1891 года имение в селении Киреш площадью 75 десятин принадлежало местной крестьянке Е. В. Кулеминой, имение было приобретено в 1886 году за 200 рублей.
Согласно епархиальным сведениям 1899 года деревня называлась Кириши и относилась к приходу Спасо-Преображенской церкви (ранее Николаевской, Николаевского Сясьского погоста) в селе Кусяги.
В конце XIX — начале XX века деревня административно относилась к Хваловской волости 2-го стана Новоладожского уезда Санкт-Петербургской губернии.
По данным «Памятной книжки Санкт-Петербургской губернии» за 1905 год деревня Киреши входила в Старковское сельское общество.
Согласно военно-топографической карте Петроградской и Новгородской губерний издания 1915 года деревня называлась Кириши.
Согласно карте Ленинградской области Северо-западного аэрогеодезического треста ГГУ издания 1932 года деревня называлась Киреши и насчитывала 11 крестьянских дворов, в деревне находилась часовня.
По данным 1933 года деревня Киреши входила в состав Урицкого сельсовета Волховского района.
По данным 1966 года деревня называлась Киреши и входила в состав Хваловского сельсовета.
По данным 1973 и 1990 годов деревня называлась Кириши и также входила в состав Хваловского сельсовета.
В 1997 году в деревне Кириши Хваловской волости проживали 2 человека, в 2002 году — 4 человека (все русские).
В 2007 году в деревне Кириши Хваловского СП, вновь 2.

## География
Деревня расположена в юго-восточной части района на автодороге 41К-393 (Дудачкино — Старково).
Расстояние до административного центра поселения — 14 км.
Расстояние до ближайшей железнодорожной станции Колчаново — 33 км.
Деревня находится  на правом берегу реки Кусеги.

## Демография
| 1862 | 2007 | 2010 | 2017 |
| ---- | ---- | ---- | ---- |
| 49   | ↘2   | ↗10  | ↘3   |

### Национальный состав
Согласно данным Всероссийской переписи населения 2021 года в деревне проживали 4 человека, из них русские — 3 человека, один человек национальность не указал.